# Attalea osmantha
Attalea osmantha är en enhjärtbladig växtart som först beskrevs av João Barbosa Rodrigues, och fick sitt nu gällande namn av Jan Gerard Wessels Boer. Attalea osmantha ingår i släktet Attalea och familjen Arecaceae. Inga underarter finns listade i Catalogue of Life.